# Kaoru Sugayama
Kaoru Sugayama (菅山 かおる, Sugayama Kaoru) est une joueuse de  volley-ball japonaise née le 26 décembre 1978 à Iwanuma, Préfecture de Miyagi. Elle mesure 1,69 m pour 56 kg
Elle a pris sa retraite en mai 2008 et s'est convertie au beach-volley.